# Первомайский (Урюпинский район)
Первомайский — хутор в Урюпинском районе Волгоградской области России, в составе Салтынского сельского поселения.
Население — 711 (2010)

## История
В девяностых годах 19 века построена железная дорога Харьков — Балашов, которая на участке Новохопёрск-Поворино пересекла территорию Михайловского юрта, и здесь была определена станция, которой, по ближнему к ней наиболее крупному селу Воронежской губернии, дали наименование — Калмык. Станция построена в 1895 году, на карте впервые обозначена в «Атласе Шмидта» 1903 года. Станция действует и поныне, на ней останавливаются 2 пары пригородных поездов, осуществляются грузовые операции.
Вскоре возле станции Калмык возник казачий хутор. Атаманом станицы Михайловской в то время был казачий офицер Степан Тихонович Моргунов. При станции Калмык он построил паровую мельницу и, чтобы увековечить свою фамилию, возникший при станции хутор назвал Моргуновским. Хутор долгое время оставался Моргуновским, и только уже при Советской власти его переименовали в Первомайский. Согласно всероссийской переписи населения 1897 года на станции Калмык, на железнодорожных землях, проживало 32 мужчины и 24 женщины, из них грамотных: мужчин — 15 , женщин — 2
С 1928 года населенный пункт включён в состав Новониколаевского района Хопёрского округа (упразднён в 1930 году) Нижне-Волжского края (с 1934 года — Сталинградского края). С 1935 года — в составе Хопёрского района Сталинградского края (с 1936 года Сталинградской области, с 1954 по 1957 год район входил в состав Балашовской области).
После войны включён в состав совхоза «Салтынский». Решением Сталинградского облисполкома от 23 апреля 1959 года № 10/211, в Хопёрском районе был упразднен Первомайский сельсовет, с передачей его территории в состав Салтынского сельсовета. В том же году в связи с упразднением Хопёрского района Салтынский сельсовет был передан в состав Урюпинского района.

## География
Хутор находится в лесостепи, в пределах Хопёрско-Бузулукской равнины, являющейся южным окончанием Окско-Донской низменности. Хутор расположен на высоте около 100 метров над уровнем моря. Рельеф местности равнинный, практически плоский. Со всех сторон хутор окружён полями. В 0,5 км к западу расположен ближайший населённый пункт — хутор Глинковский. Почвы — чернозёмы обыкновенные.
Автомобильными дорогами с твёрдым покрытием хутор Первомайский связан с хутором Салтынский (12 км). По автомобильным дорогам расстояние до районного центра города Урюпинска — 45 км, до областного центра города Волгоград составляет 370 км. В хуторе расположена железнодорожная станция Калмык Юго-Восточной железной дороги.
Часовой пояс
Первомайский, как и вся Волгоградская область, находится в часовой зоне МСК (московское время). Смещение применяемого времени относительно UTC составляет +3:00.

## Население
Динамика численности населения по годам:
| 1897 | 1989  | 2002 |
| ---- | ----- | ---- |
| 56   | ≈1200 | 852  |

| 2010 |
| ---- |
| 711  |